# Рак, Тейлор
Тейлор Мэдисон Рак (англ. Taylor Madison Ruck; род. 28 мая 2000, Келоуна, Британская Колумбия) — канадская пловчиха, 4-кратный призёр Олимпийских игр в эстафетах, многократный призёр чемпионатов мира. Рак также выиграла восемь медалей (1 золотая, 5 серебряных и 2 бронзовые) на Играх Содружества 2018 года в Голд-Косте, став одной из самых успешных пловчих в истории Игр.

## Личная жизнь
Семья Рак переехала в Скоттсдейл до того, как ей исполнился год. Она не имеет американского гражданства и продолжает проводить время в Канаде, навещая семью в Келоуне, Виннипеге и Ванкувере. Она училась в средней школе Чапаррал в Скоттсдейле, в данный момент посещает в Стэнфордский университет (с осени 2018 года).

## Карьера
Рак завоевала золотую медаль на дистанции 100 метров вольным стилем на чемпионате мира по плаванию среди юниоров в Сингапуре в 2015 году, побив рекорд чемпионата как в предварительном раунде, так и в финале. Она также выиграла 200-метровую дистанцию вольным стилем, снова побив рекорд чемпионата. Она также завоевала бронзовую медаль на 200 м на спине, а также три медали в эстафетах: золото в смешанной 4×100 м в/с, серебро в 4×200 м в/с и бронза в женской 4×100 м в/с.

### Летняя Олимпиада 2016
Рак страдала от бронхита во время квалификации в олимпийскую сборную Канады и изначально не проходила её, но спортивные чиновники приняли её болезнь во внимание и включили в летние Олимпийские игры 2016 года.
Там шестнадцатилетняя пловчиха плыла последний этап в предварительном раунде и финале женской эстафеты 4×100 м, а её напарницами были Пенни Олексяк, Шанталь ван Ландегем, Сандрин Мейнвилль и Мишель Уильямс. Канадки выиграли бронзовую медаль. Эта медаль стала первой на дистанциях вольным стилем для канадских пловчих на Олимпийских играх за 40 лет. Тейлор стала первой спортсменкой, родившейся в 2000-х годах, которая выиграла олимпийскую медаль вместе с другой канадкой и партнёром по эстафете Пенни Олексяк.
Затем Рак завоевала вторую бронзовую медаль в составе эстафеты 4×200 метров вольным стилем. Она плыла на втором этапе в предварительном раунде вместе с Катериной Савард, Эмили Оверхольт и Кеннеди Госс, а затем на том же этапе в финале, где Бриттани Маклин и Олексяк заменили Оверхольт и Госс, соответствено. Последнее участие Тейлор на Олимпиаде состоялось в комбинированной эстафете 4×100 метров, где канадская команда заняла пятое место.
В конце сезона 2016 года Рак и её товарищи по команде завоевали золотую медаль на чемпионате мира по плаванию на короткой воде FINA в эстафете 4×200 м вольным стилем. Рак, преодолев второй этап, показала лучшее время в финале 1.51,69. Она также завоевала бронзовую медаль на личной дистанции 200 м вольным стилем. В сезоне 2017 года Рак переехала обратно в Канаду, чтобы тренироваться в Центре высоких достижений — Онтарио во главе с Беном Титли. Там она начала тренироваться с товарищами по команде Олексяк, Торо, Ван Ландегам, Ребеккой Смит, Сандрин Мейнвилл, Кайлой Санчес и Ричардом Фанком.

### Сезон 2017
После своего олимпийского успеха в 2016 году, Рак участвовала во внутренних канадских соревнованиях с целью квалификации на чемпионат мира по водным видам спорта 2017 года. Там она нигде не смогла занять место выше четвёртого и не прошла отбор в канадскую команду ни в одной дисциплине, таким образом пропустив чемпионат мира.
Рак был участником эстафетной команды, выигравшей золотую медаль на 4×200 м вольным стилем среди юниоров в Индианаполисе. В процессе работы команда побила мировой рекорд юниоров и рекорд чемпионата. Рак установила мировой рекорд среди юниоров в полуфинале 100-метровой дистанции на спине, но в финале быстрее оказалась Риган Смит, которая «отобрала» мировой рекорд у Тейлор Рак. В плавании на 200 метров вольным стилем она дважды установила рекорд чемпионата, показав лучшее время 1.57,08.

### Сезон 2018
Рак выступала в составе канадской команды на Играх Содружества 2018 года в рамках подготовки к летним Олимпийским играм 2020 года. В первый день соревнований Рак сумела обойти Ариарне Титмус и Эмму Маккеон, выиграв 200 м вольным стилем с рекордом Игр Содружества 1.54,81. Это время стало также канадским рекордом. Позже она выиграла серебро в эстафете 4×100 м вместе с Пенни Олексяк, Кайлой Санчес и Алексией Зевник. На следующий день Рак продолжила выигрывать медали, завоевав серебро на дистанции 50 м вольным стилем. Затем Рак выиграла бронзу на дистанции 100 метров на спине, а также серебро в эстафете в 4×200 м вольным стилем. Рак продолжила выигрывать медаль, завоевав серебро в плавании на спине на 200 м. В последний день соревнований Рак установила рекорд Игр Содружества по общему количеству медалей в рамках одних Игр (восемь медалей). Это случилось после серебряной медали в комбинированной эстафете 4×100 м. Помимо Тейлор, 8 медалей также завоевывали канадец Ральф Хаттон и австралийки Сьюзан О’Нил и Эмили Сибом; это также сделало её самой титулованной канадской спортсменкой в рамках одних Игр Содружества. После завоевания последней медали Рак сказала, что «для неё большая честь получить столько медалей. Эти соревнования были очень веселыми, и я так рада закончить их с этими девчонками рядом».

## Личные рекорды

### 50 м бассейн
| Событие             | Время   | Место                | Дата            | Примечания |
| ------------------- | ------- | -------------------- | --------------- | ---------- |
| 50 м вольный стиль  | 24,26   | Голд-Кост, Австралия | 7 апреля 2018   | NR         |
| 100 м вольный стиль | 52,72   | Токио, Япония        | 10 августа 2018 |            |
| 200 м вольный стиль | 1.54,44 | Токио, Япония        | 9 августа 2018  | NR CR      |
| 50 м на спине       | 28,99   | Остин, США           | 13 января 2018  |            |
| 100 м на спине      | 58,55   | Торонто, Канада      | 3 апреля 2019   |            |
| 200 м на спине      | 2.06,36 | Атланта, США         | 2 марта 2018    |            |
| 200 м комплекс      | 2.11,16 | Атланта, США         | 3 марта 2018    |            |

### 25 м бассейн
| Событие             | Время    | Место              | Дата            | Примечания |
| ------------------- | -------- | ------------------ | --------------- | ---------- |
| 50 м вольный стиль  | 24,08    | Лозанна, Швейцария | 21 декабря 2017 |            |
| 100 м вольный стиль | 52,09    | Лозанна, Швейцария | 20 декабря 2017 |            |
| 200 м вольный стиль | 1.52,50  | Уинсор, Канада     | 6 декабря 2016  | NR         |
| 400 м вольный стиль | 4.06,69  | Уинсор, Канада     | 9 декабря 2016  |            |
| 100 м на спине      | 56,99    | Лозанна, Швейцария | 21 декабря 2017 |            |
| 200 м на спине      | 2: 01,66 | Лозанна, Швейцария | 20 декабря 2017 | NR         |